# Карове озеро

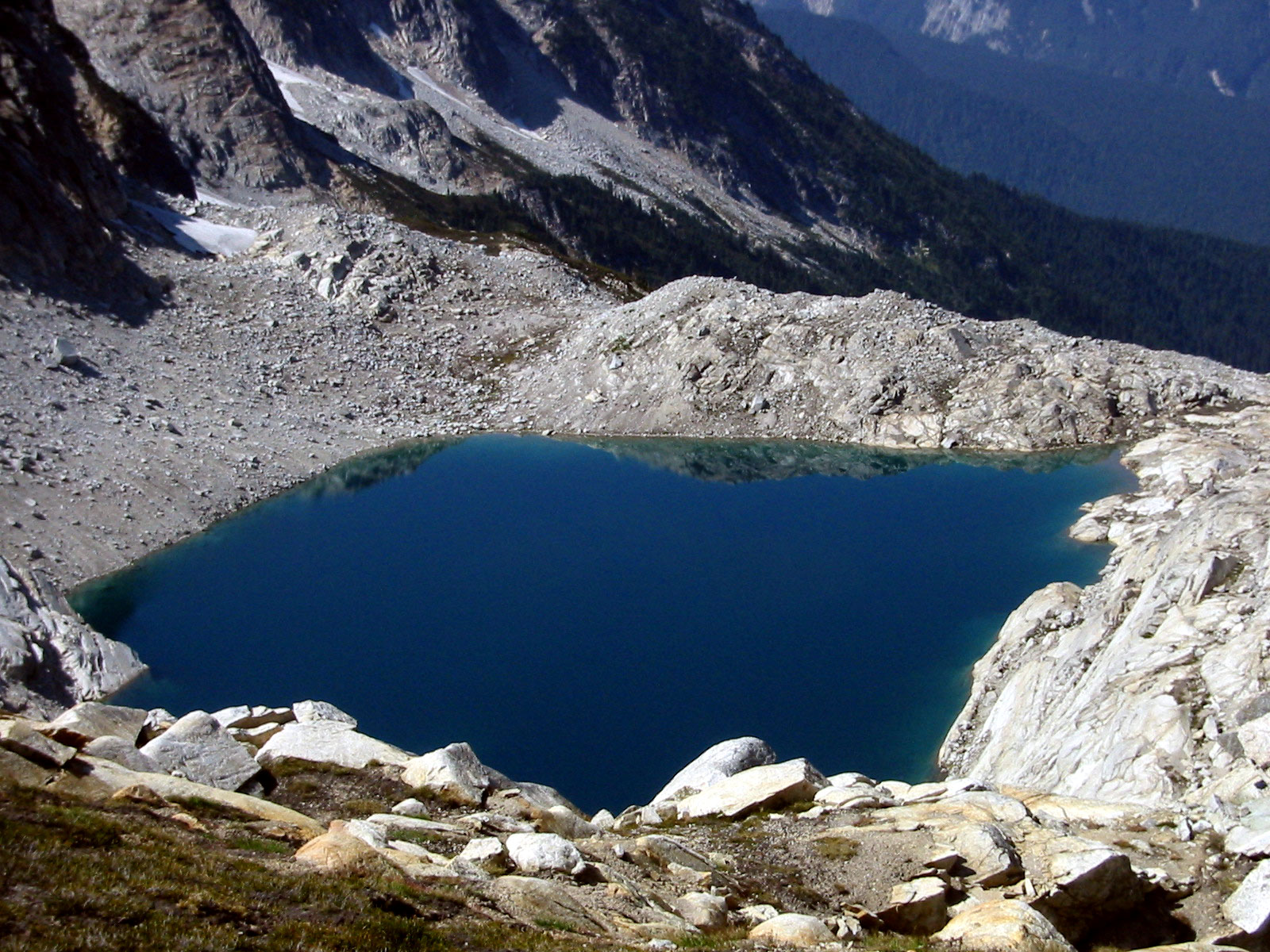
Карове озеро

Формування карової озерної улоговини

Карове озеро — тип гірського льодовикового озера, озерне ложе якого утворене каровими улоговинами, а загатою слугує ригель баранячих лобів, скал згладжених льодовиковими масами разом із наносами валунів. Зазвичай округлої форми, зі слабко порізаною береговою лінією. Площа карових озер варіює від 1-2 га до кількох десятків га; глибина переважно незначна, але може сягати 50-60 м. За трофністю карові озера переважно оліготрофні, з прозорою водою, часто з яскраво-блакитним або синьо-зеленим відтінком. Дуже мальовничі, прикрашають високогірні ландшафти й приваблюють туристів. Відомі в Альпах, Татрах (Морське Око), на Кавказі (Ацетукські), Тянь-Шані, Алтаї.
В Україні в Карпатах каровими озерами є: Апшинець, Марічейка, Несамовите, Бребенескул, Брескул, Ворожеська, Герашаська, Драгобратське, Нижнє, Верхнє, Мала Гропа.